# Daniel Wyder
Daniel Wyder (Wädenswil, 15 de fevereiro de 1962) é um desportista suíço que competiu no ciclismo na modalidade de pista, especialista nas provas de pontuação e madison; ainda que também disputou carreiras de rota.
Ganhou uma medalha de ouro no Campeonato Mundial de Ciclismo em Pista de 1988 e uma medalha de prata no Campeonato Europeu de Madison de 1989.

## Medalheiro internacional
| Campeonato Mundial | Campeonato Mundial | Campeonato Mundial | Campeonato Mundial |
| Ano                | Lugar              | Medalha            | Competição         |
| ------------------ | ------------------ | ------------------ | ------------------ |
| 1988               | Gante ( Bélgica)   | Medalha de ouro    | Pontuação (P)      |
| Campeonato Europeu |                    |                    |                    |
| Ano                | Lugar              | Medalha            | Competição         |
| 1989               | Gante ( Bélgica)   | Medalha de prata   | Madison            |